# Placosternus
Placosternus es un género de escarabajos longicornios de la tribu Clytini.

## Especies[1]
- Placosternus crinicornis Chevrolat, 1860
- Placosternus difficilis Chevrolat, 1862
- Placosternus erythropus Chevrolat, 1835
- Placosternus guttatus Chevrolat, 1860